# Svidník
 Ovo je glavno značenje pojma Svidník. Za druga značenja pogledajte Okrug Svidník.
Svidník  (mađ. Ferencvágása, njem. Oberswidnik) grad je u Prešovskom kraju u istočnoj Slovačkoj. Upravno središte Okruga Svidník. 

## Zemljopis
Svidník se nalazi na Ondavskom brdu, na rijekama Ondavi i Ladomirki. Smješten oko 20 km od Dukla prijevoja i granice s  Poljskom, a oko 55 km sjeveroistočno od Prešova.

## Povijest
Grad je stvoren 1944. spajanjem dviju tada samostalnih općina Nižný Svidník i Vyšný Svidník. Prvi pisani spomen grada potječe iz 1355. godine, a grad se spominje kao Scyuidnyk.

## Stanovništvo
| Godina:     | 1993.  | 2003.   | 2013.   | 2023.    |
| ----------- | ------ | ------- | ------- | -------- |
| Broj ljudi: | 12 422 | 12 392  | 11 444  | 9770     |
| Razlika:    |        | -0,24 % | -7,65 % | -14,62 % |

| Godina:     | 2022. | 2023.   |
| ----------- | ----- | ------- |
| Broj ljudi: | 9909  | 9770    |
| Razlika:    |       | -1,40 % |

Po popisu stanivništva iz 2001. godine grad je imao 12.428 stanovnika.
- Slovaci 79,60 %
- Rusini 13,04 %
- Ukrajinci 4,07 %
- Romi 1,50 %
- Česi 0,39 %

Prema vjeroispovijesti najviše je grkokatolika 41,10 %, pravoslavaca 25,82 %, rimokatolika 24,13 %, ateista 5,15 % i luterana 0,93 %.

## Gradovi prijatelji
- Chrudim — Češka

## Vanjske poveznice
- Službena stranica grada

### Ostali projekti
|  | Zajednički poslužitelj ima još gradiva o temi Svidník |